# Liste der Biografien/Tef
Liste der Biografien |
Portal Biografien |
Personensuche
# |
A |
B |
C |
D |
E |
F |
G |
H |
I |
J |
K |
L |
M |
N |
O |
P |
Q |
R |
S |
T |
U |
V |
W |
X |
Y |
Z |
?
 
Ta |
Tc |
Te |
Tf |
Tg |
Th |
Ti |
Tj |
Tk |
Tl |
Tm |
To |
Tq |
Tr |
Ts |
Tu |
Tv |
Tw |
Tx |
Ty |
Tz
 
Tea |
Teb |
Tec |
Ted |
Tee |
Tef |
Teg |
Teh |
Tei |
Tej |
Tek |
Tel |
Tem |
Ten |
Teo |
Tep |
Teq |
Ter |
Tes |
Tet |
Teu |
Tev |
Tew |
Tex |
Tey |
Tez
Die Liste der Biografien führt alle Personen auf, die in der deutschsprachigen Wikipedia einen Artikel haben. Dieses ist eine Teilliste mit 9 Einträgen von Personen, deren Namen mit den Buchstaben „Tef“ beginnt.

## Tef

### Tefe
- Tefelski, Norbert (* 1950), deutscher Autor, Verleger, Theaterschauspieler, Regisseur und Journalist
- Tefera, Samuel (* 1999), äthiopischer Leichtathlet
- Teferi, Maru (* 1992), israelischer Leichtathlet
- Teferi, Selamawit (* 1994), israelische Langstreckenläuferin äthiopischer Herkunft
- Teferi, Senbere (* 1995), äthiopische Langstreckenläuferin

### Teff
- Teffi, Nadeschda Alexandrowna (1872–1952), russische Dichterin und Schriftstellerin
- Tefft, John F. (* 1949), US-amerikanischer Diplomat

### Tefn
- Tefnachte, ägyptischer Pharao und Begründer der 24. Dynastie

### Tefr
- Tefre, Gjøran (* 1994), norwegischer Skilangläufer